# Vicente Ramos Pérez
Vicente Ramos (teljes nevén Vicente Ramos Pérez) (Guardamar del Segura, 1919. szeptember 7. – 2011. június 2.) spanyol történész, helytörténész, akadémikus.

## Költői művei
- Pórtico Aural. Alicante, 1943
- Voz derramada. Alicante, 1946
- Cántico de la Creación y del Amor. Alicante, 1950
- Elegía a Cristo, Alicante 1951
- Honda llamada. Alicante, 1952
- Destino de tu ausencia. Diputación de Valencia, 1957
- Elegías de Guadalest. Premio Alicante de Poesía 1957, Alicante 1958
- Fábulas de la mañana y el mar. IEA. 1960

## Tudományos művei
- Literatura alicantina 1839-1939 (1966)
- Historia de la provincia de Alicante y su capital (1971)
- La guerra civil en la provincia de Alicante (1972–1974)
- Pancatalanismo entre valencianos (1978)
- Historia parlamentaria, política y obrera de la provincia de Alicante (1988–1992)
- Alicante en el franquismo' (1992-1994)
- Historia de la Diputación Provincial de Alicante (2000–2002).

## Emlékezete
Már életében elnevezték róla az Avenida Historiador Vicente Ramos sugárutat Alicante Playa de San Juan városrészében.